# 劉經緯
劉經緯（1534年—1593年），字道甫，號洪湫，江西南昌府進賢縣民籍南昌縣人，明朝政治人物。

## 生平
江西鄉試第九十二名舉人。嘉靖四十一年（1562年）中式壬戌科會試第二十六名，二甲第二十九名進士。授刑部主事，升工部郎中，督修乾清宫。隆慶三年（1569年）八月升山東按察司副使、整飭徐州等處兵備，四年十月以運河淤阻，漕舟不至，降一级，帶罪管事。
萬曆二年（1574年）正月降補山西布政司左參議，三年二月升廣東按察司副使，十月改任巡海道，駐札東莞南頭城，升本省右参政，八年闰四月升貴州按察使，十年二月升四川右布政使，四月因任廣東参政時被弹劾贪污，革职閑住。萬曆二十年九月起補廣西右布政使，次年卒，年六十。

## 家族
曾祖劉元敬；祖父劉宗正；父劉武，母金氏。严侍下。兄經綸、經濟（典膳）、經邦、經世。弟經明。